# Blue Gill
Der Blue Gill ist ein Wasserlauf im Lake District, Cumbria, England. Er entsteht nördlich der Angletarn Pikes und fließt in nördlicher Richtung bis zu seiner Mündung in den Boredale Beck.